# Пегви (Ла Специја)
Пегви је насеље у Италији у округу Ла Специја, региону Лигурија.
Према процени из 2011. у насељу је живело 66 становника. Насеље се налази на надморској висини од 242 м.